# London South Bank University
La London South Bank University (LSBU) è un'università pubblica situata nel borgo londinese di Southwark, vicino alla riva sud del Tamigi, nel distretto di Newington. 

## Storia
Il Borough Polytechnic Institute venne fondato grazie a varie donazioni nel 1892 e, dopo aver assorbito diversi altri college locali negli anni 1970 e 1990, ottenne lo status di università nel 1992. A partire dal Further and Higher Education Act del 1992, la LSBU rientra fra le cosiddette New University del Regno Unito. L'attuale cancelliere è Simon Hughes mentre il vice-cancelliere è David Phoenix. Essa conta circa 18.000 studenti e 1.700 dipendenti.